# Arend de Vries
Arend de Vries (Hoogeveen, 6 november 1882 – Hilversum 21 oktober 1959) was een Nederlandse onderwijzer, redacteur, politicus en voorzitter van de VARA.

## Leven en werk
Arend de Vries, zoon van de landbouwer Arend de Vries en Hendrikje Kloeze, studeerde voor onderwijzer aan de rijksnormaalschool. Na het behalen van zijn onderwijzersakte in 1901 was hij werkzaam in het openbaar onderwijs in Gasselternijveen, Nieuw-Amsterdam en in Zaandam.
Hij sloot zich in 1911 aan bij de sociaaldemocratische beweging en werd lid van de SDAP. Hij was als redacteur werkzaam bij diverse kranten en tijdschriften van de sociaaldemocratie. Als vertegenwoordiger van de SDAP was hij tot 1940 lid van Provinciale Staten van Noord-Holland.
In 1930 werd hij, naast de al bezoldigde bestuurders Ger Zwertbroek en Meyer Sluyser, benoemd tot de eerste bezoldigde voorzitter van de omroepvereniging VARA. De Vries bestendigde de ledenaanwas van de VARA en zorgde tegelijkertijd voor een bestuurlijke inbedding van de VARA in wat tegenwoordig het ‘publieke bestel’ wordt genoemd. In 1940 besloot de Vries, samen met de toenmalige omroepsecretaris Arie Pleysier, om de werkzaamheden van de VARA tijdens de eerste bezettingsmaanden voort te zetten. Enkele van zijn medebestuurders en ook de SDAP-voorman Koos Vorrink kwalificeerden deze houding als ‘verraad’. De Vries weigerde overigens wel om propaganda te maken voor het nationaalsocialisme. Toen in maart 1941 de Nederlandse omroepen vervangen werden door een staatsomroep (De Rijksradio-omroep De Nederlandsche Omroep) weigerde De Vries daaraan elke medewerking.
Na de Tweede Wereldoorlog legde De Vries zijn functie als voorzitter van de VARA neer. Tot zijn overlijden in 1959 bleef hij actief als adviseur van organisaties op het gebied van het onderwijs en het humanisme.
Levinus van Looi (1925-1926) · Christiaan van Doorn (1926-1927) · Simon van der Woude (1927-1930) · Arend de Vries (1930-1946) · Klaas de Jonge (wnd, 1946-1949) · Jaap Burger (1949-1966) · Jan Broeksz (1967-1970) · André Kloos (1970-1980) · Albert van den Heuvel (1980-1985) · Marcel van Dam (1986-1995) · Vera Keur (1995-2009) · Cees Korvinus (2009-2011) · Hans Andersson (2011-2013)